# لورايني (تكساس)
لورايني (بالإنجليزية: Loraine, Texas)‏ هي بلدة أمريكية تقع في الولايات المتحدة في مقاطعة متشل، تكساس. يقدر عدد سكانها بـ 656 نسمة ومساحتها 2.7 كم2 وترتفع عن سطح البحر 691 متر.

## التركيبة السكانية
حدّد مكتب تعداد الولايات المتحدة بيانات التركيبة السكانية للورايني في تعداد الولايات المتحدة. في ما يلي، التركيبة السكانية حسب تعدادي 2000 و2010.

### تعداد عام 2000
بلغ عدد سكان لورايني 656 نسمة بحسب تعداد عام 2000، وبلغ عدد الأسر 250 أسرة وعدد العائلات 160 عائلة مقيمة في البلدة. في حين سجلت الكثافة السكانية 243.9 نسمة لكل كيلومتر مربع (631.7/ميل2). وبلغ عدد الوحدات السكنية 320 وحدة بمتوسط كثافة قدره 119 لكل كيلومتر مربع (308.2/ميل2).
وتوزع التركيب العرقي للبلدة بنسبة 61.43% من البيض و6.25% من الأمريكيين الأفارقة و1.22% من الأمريكيين الأصليين و27.59% من الأعراق الأخرى و3.51% من عرقين مختلطين أو أكثر و46.04% من الهسبانيون أو اللاتينيون من أي عرق.
بلغ عدد الأسر 250 أسرة كانت نسبة 34.8% منها لديها أطفال تحت سن الثامنة عشر تعيش معهم، وبلغت نسبة الأزواج القاطنين مع بعضهم البعض 46% من أصل المجموع الكلي للأسر، ونسبة 13.6% من الأسر كان لديها معيلات من الإناث دون وجود شريك،  بينما كانت نسبة 4.4% من الأسر لديها معيلون من الذكور دون وجود شريكة وكانت نسبة 36% من غير العائلات. تألفت نسبة 33.2% من أصل جميع الأسر من عدة أفراد يعيشون في نفس المنزل ونسبة 19.6% كانت تتألف من شخص يعيش بمفرده يبلغ من العمر 65 عاماً أو أكثر. وبلغ متوسط حجم الأسرة المعيشية 2.51، أما متوسط حجم العائلات فبلغ 3.26.
بلغ العمر الوسطي للسكان 37.4 عاماً. وكانت نسبة 28% من القاطنين تحت سن الثامنة عشر، وكانت نسبة 7.5% بين الثامنة عشر والرابعة والعشرين عاماً، ونسبة 22.6% كانت واقعةً في الفئة العمرية ما بين الخامسة والعشرين والرابعة والأربعين عاماً، ونسبة 18.6% كانت ما بين الخامسة والأربعين والرابعة والستين، ونسبة 19.1% كانت ضمن فئة الخامسة والستين عاماً فما فوق. يوجد لكل 100 أنثى 87.5 ذكر، ويوجد لكل 100 أنثى في الثامنة عشر من عمرها فما فوق 79.0 ذكر.
بلغ متوسط دخل الأسرة في البلدة 20,852 دولارًا، أما متوسط دخل العائلة فبلغ 26,944 دولارًا. وكان متوسط دخل الذكور 22,381 دولارًا مقابل 14,375 دولارًا للإناث. وسجل دخل الفرد الخاص بالبلدة 12,540 دولارًا. وكانت نسبة 22.6% من العائلات ونسبة 28.7% من السكان تحت خط الفقر، وكان من هؤلاء نسبة 39.3% تحت سن الثامنة عشر ونسبة 22.5% في الخامسة والستين من العمر وما فوق.

### تعداد عام 2010
بلغ عدد سكان لورايني 602 نسمة بحسب تعداد عام 2010، وبلغ عدد الأسر 233 أسرة وعدد العائلات 154 عائلة مقيمة في البلدة. في حين سجلت الكثافة السكانية 223.8 نسمة لكل كيلومتر مربع (579.6/ميل2). وبلغ عدد الوحدات السكنية 301 وحدة بمتوسط كثافة قدره 111.9 لكل كيلومتر مربع (289.8/ميل2).
وتوزع التركيب العرقي للبلدة بنسبة 85.38% من البيض و2.82% من الأمريكيين الأفارقة و1.33% من الأمريكيين الأصليين و0.50% من الأمريكيين ذوي الأصول الآسيوية و8.14% من الأعراق الأخرى و1.83% من عرقين مختلطين أو أكثر و41.86% من الهسبانيون أو اللاتينيون من أي عرق.
بلغ عدد الأسر 233 أسرة كانت نسبة 36.1% منها لديها أطفال تحت سن الثامنة عشر تعيش معهم، وبلغت نسبة الأزواج القاطنين مع بعضهم البعض 45.1% من أصل المجموع الكلي للأسر، ونسبة 15.5% من الأسر كان لديها معيلات من الإناث دون وجود شريك،  بينما كانت نسبة 5.6% من الأسر لديها معيلون من الذكور دون وجود شريكة وكانت نسبة 33.9% من غير العائلات. تألفت نسبة 30.5% من أصل جميع الأسر من عدة أفراد يعيشون في نفس المنزل ونسبة 16.7% كانت تتألف من شخص يعيش بمفرده يبلغ من العمر 65 عاماً أو أكثر. وبلغ متوسط حجم الأسرة المعيشية 2.58، أما متوسط حجم العائلات فبلغ 3.28.
بلغ العمر الوسطي للسكان 36.9 عاماً. وكانت نسبة 28.6% من القاطنين تحت سن الثامنة عشر، وكانت نسبة 7.8% بين الثامنة عشر والرابعة والعشرين عاماً، ونسبة 23.6% كانت واقعةً في الفئة العمرية ما بين الخامسة والعشرين والرابعة والأربعين عاماً، ونسبة 24.4% كانت ما بين الخامسة والأربعين والرابعة والستين، ونسبة 15.6% كانت ضمن فئة الخامسة والستين عاماً فما فوق. وتوزع التركيب الجنسي للسكان بنسبة 47.3% ذكور و52.7% إناث.